# Uberuaga Island
Uberuaga Island ist eine 800 m lange Insel vor der Scott-Küste des ostantarktischen Viktorialands. Sie ist die östlichste Insel in der Gruppe der Dailey Islands.
Das New Zealand Antarctic Place-Names Committee benannte sie 1999 nach Julia Mary Uberuaga (* 1954), die zwischen 1979 und 1999 an 20 aufeinanderfolgenden Kampagnen im Rahmen des United States Antarctic Program beteiligt war, unter anderem auf der Amundsen-Scott-Südpolstation, im Gebiet um den McMurdo-Sund und am Siple Dome.